# Морозов Володимир Петрович
Володимир Петрович Морозов (1 квітня 1929, Крестці Новгородської області — 7 жовтня 2021) — російський фізіолог, психолог, педагог. Доктор біологічних наук, професор. Спеціалізується в області фізіології людини, психофізіології співу, біоакустики, психоакустики, музичної акустики, вокальної методології, мистецтвознавства. Автор теорії резонансного співу.

## Біографія
Закінчив Ленінградський державний університет, біологічний факультет, по кафедрі вищої нервової діяльності (1955) та аспірантуру при ЛДУ по кафедрі біофізики (1958).
З 1960 — кандидат біологічних наук. Дисертація: «Роль вібраційної чутливості у регулюванні голосової функції людини в процесі мовлення і співу».
З 1959 науковий співробітник, у 1980—1987 — завідувач Лабораторії біоакустики Інституту еволюційної фізіології ім. І. М. Сєченова АН СРСР.
У 1960—1968 завідувач Лабораторії співочого голосу при Ленінградській державній консерваторії ім. М. А. Римського-Корсакова).
З 1971 — член Міжнародної Асоціації з експериментального вивчення співу (International Association for Experimental Rescearch in Singing, USA). Член видавничого Комітету міжнародного журналу Journal Research in Singing, видаваного Асоціацією (США).
З 1972 — доктор біологічних наук. Дисертація: «Біофізичні характеристики вокальної мови (співу)».
З 1982 — професор.
З 1987 — завідувач лабораторією невербальної комунікації Інституту психології РАН.
З 1988 — керівник Міжвідомчого Центру «Мистецтво і наука» (Art and Science Center) Академії Наук РФ та Міністерства Культури РФ.
З 1991 року — професор Кафедри міждисциплінарних спеціалізацій музикознавців Московської державної консерваторії ім. П. І. Чайковського. З 1993-провідний науковий співробітник, керівник відділу науково-експериментальних досліджень музичного мистецтва ВЦ МДК.
З 2003 - член Науково-методичної Ради з вокальної освіти при Міністерстві культури РФ.

## Основні праці

### Книги
- Вокальный слух и голос. - Л.: Музыка, 1965.
- Тайны вокальной речи. - Л.: Наука 1967.
- Руководство по фониатрии (соавт. колл. моногр.), Медицина, 1970
- Детский голос (соавт. колл. моногр.) Педагогика, 1970
- Биофизические основы вокальной речи. - Л.: Наука, 1977
- Занимательная биоакустика. Язык эмоций в мире животных и человека. - М.: Знание, 1983, 2-ое изд. 1987. (Книга отмечена 1-ой премией на Всесоюзном конкурсе «Наука и Прогресс», издана на испанском, чешском, португальском, вьетнамском, латышском, словацком языках).
- Morozov V. Rozhovor Zvierat. Rozpravanie o Reči emocií vo svete zvierat a človeka (Перевод на словацкий язык книги "Занимательная биоакустика", с изм. и дополн.), "Obzor" - Bratislava "Mir"-Moskva, 1986.
- A Linguagem dos Animais («Занимательная био-акустика» на португальском языке, с изм. и дополн.), Editora «Mir», Moscovo. 1988, 334 с.
- Bioakústika rekreativa («Занимательная биоакустика» на испанском языке, с изм. и дополн.), Editorial «Mir», Moscú. 1987, 304 с.
- Emociju valoda («Занимательная биоакустика» на латышском языке, с изм. и дополн.), Riga, «Zinātne», 1987, 108 с.
- Jak dorozumivaji zviřata. Lidové Nakladatelstvi («За-нимательная биоакустика» на чешском языке, с изм. и дополн.), Praha, 1987, 192 с.
- Am sinh hoc lý thu. Ngưoi djċh: Pho tiên si sinh hoc Nguyen Như (Издание на вьетнамском языке книги "Занимательная биоакустика", с изм. и дополн.), Ханой - Москва, 1987, 290 с.
- Восприятие речи: вопросы функциональной асимметрии мозга (отв. ред. и соавтор колл. моногр.) — Л.: Наука, 1988.
- Механизмы мозга — руководство по физиологии (соавтор колл. моногр. под. ред. акад. Н. П. Бехтеревой). - Л.: Наука, 1988.
- Язык эмоций мозг и компьютер (соавтор колл. изд.), Знание, 1988.
- Художественный тип человека: комплексные исследования (научн. ред. и соавтор колл. моногр.), — М.: МГК, 1994.
- Невербальная коммуникация в системе речевого общения. Психофизиологические и психоакустические основы. М., ИП РАН, 1998.
- Искусство и наука общения: невербальная коммуникация. М., ИП РАН 1998, 160 с.
- Морозов В.П. Кольцова Э.А., Павлова Н.Д., Русалов В.М., Ушакова Т.Н. и др. Психология XXI века: Учебник для вузов. «ПЕР СЭ». М., 2003, 863 с.
- Искусство резонансного пения. Основы резонансной теории и техники. - М.: Изд. МГК, ИП РАН, 2002. — 496 с. (2-е изд. 2008. — 592 с.)
- Резонансная теория голосообразования. Эволюционно-исторические основы и практическое значение // Сб. трудов Первого международного междисциплинарного конгресса «ГОЛОС». — М.: Центр информационных технологий в природопользовании, 2007.

### Статті
- Морозов В. П. Прибор для исследования голосовой функции человека // Уч. записки ЛГУ. 1957. № 222. С. 264–271.
- Морозов В. П. К исследованию голосовой функции певцов способом виброметрии // Вестник ЛГУ. 1959. № 15. С. 110–126.
- Морозов В. П. Исследование дикции в пении у взрослых и детей // Развитие детского голоса. М.: АПН РСФСР, 1963. С. 93–110.
- Морозов В. П. Разборчивость вокальной речи как функция высоты основного тона голоса // Акустический журнал. М.: Изд-во АН СССР. 1964. Т. 10. Вып. З. С. 376–380.
- Морозов В. П. Развитие физических свойств детского голоса // От простого к сложному. Элементы развития высшей нервной деятельности ребенка. М. – Л., 1964.
- Морозов В. П. Роль обратной связи в регулировании голосовой функции человека // Труды научной конференции по вопросам применения теоретических положений и методов кибернетики в медицине (23–28 февраля 1962 г.). Труды ВМОЛА им. С. М. Кирова. Л.: Изд-во ВМОЛА им. Кирова. 1964. Т. 162. С. 58–62.
- Морозов В. П., Барсов Ю. А. Акустико-физиологические и вокально-педагогические аспекты полетности певческого голоса. 2-я научн. конф. по вопр. развит. музык. слуха и певческого голоса детей: Рефер. докл. М., 1965. С. 33–35.
- Морозов В. П. Особенности спектра вокальных гласных // Механизмы речеобразования и восприятия сложных звуков. М.–Л., 1966. С. 73–86.
- Морозов В. П. Особенности акустического строения и восприятия детской вокальной речи // Детский голос. экспериментальные исследования. М., 1970. С. 64–134.
- Морозов В. П. Современные методы акустического анализа вокальной речи в норме и патологии // Ермолаев В. Г., Лебедева Н. Ф., Морозов В. П. Руководство по фониатрии. Л., 1970. С. 179–255.
- Морозов В. П., Пуолокайнен П. А., Хохлов А. Д. Инфразвуки, генерируемые голосовым аппаратом человека в процессе речи и пения // Акуст. журн. 1972. Т. 18. С. 144–146.
- Морозов В. П., Акопиан А. И., Бурдин В. И., Донсков А. А., Зайцева К. А. Аудиограмма дельфина Tursiops truncatus. Физиол.журн. СССР. 1971. Т.7, № 6, С. 843—848.
- Зайцева К. А., Акопиан А. И., Морозов В. П. Помехоустойчивость слухового анализатора дельфина как функция угла определения помехи. Биофизика. 1975. Т.20, № 3, С. 519—521.
- Зайцева К. А., Морозов В. П., Акопиан А. И. Сравнительные характеристики пространственного слуха дельфина и человека. ЖЭБиФ. 1978. Т.14, № 1, С. 80-83.
- Morozov V. P. Intelligibility in singing as a function of fundamental voice pitch // Contributions of voice research to singing / Ed. J. Large. Houston (Texas), 1980. P. 395–402.
- Morozov V. P. Emotional expressiveness of the Singing Voice: the role of macrostructural and microstructural modifications of spectra // Scand Journ. Log. Phon. MS. 1996. № 150. P. 1–11.
- Morozov V. P., Kouznetsov I. M. Emotional Colouring of a Voice and the Phenomenon of Quasiharmony of Overtones // International Workshop Speech and Computer. Moscow, 1999. P. 191–194.
- Morozov V. P. Resonance theory of singing and vocal therapy. Mechanisms of professional singer’s larynx protection from overload (psychological aspects) // I-st international congress “Music Therapy and Recreative Medicine in XXI century”. Moscow, 2000.
- Морозов В. П. О резонансной природе высокой и низкой певческих формант // Сборник трудов XI Сессии Российского Акустического Общества. Акустика речи; медицинская и биологическая акустика. М., 2001. Т.3.
- Морозов В. П. Новые доказательства резонансного происхождения высокой певческой форманты // Вопросы вокального образования: методические рекомендации для преподавателей вузов и средних специальных учебных заведений. М.: Изд-во Мин-ва культуры и массовых коммуникаций, Российская академия музыки им. Гнесиных, 2005. С. 8–14.
- Морозов В. П. Резонансная теория пения: комментарии для вокалиста // Вокальное образование начала XXI века. Материалы научно-практической конференции вокального факультета МГУКИ. М.: Изд-во МГУКИ, 2005. Вып. 2. С. 19–27.
- Морозов В. П., Люсин Д. В., Есин И. Б., Ямпольский А. Ю. Восприятие эмоциональной экспрессивности речи и эмоциональный интеллект // Труды международной конференции «Функциональные стили звучащей речи». М.: Изд-во Моск. ун-та, 2005. С. 91–93.
- Морозов В. П. Вокальная одаренность: ее природные основы и компьютерная диагностика // Вопросы вокального образования. Методические рекомендации Совета по вокальному искусству при Мин-ве культуры РФ для муз. Вузов и средних специальных учебных заведений. М.–СПб., 2006. С. 34–41.
- Морозов В. П. Новое о природных основах вокальной одаренности // Вокальное образование начала XXI века. Материалы межвузовской научно-практической конференции МГУКИ, посвящ. 75-летию вуза. М.: МГУКИ, 2006. С. 17–25.
- Морозов В. П. О психофизических коррелятах эстетических свойств голоса певцов разных профессиональных уровней // Материалы Международной конференции «Психофизика сегодня», посвященной 100-летнему юбилею С. С. Стивенса и 35-летию ИП РАН, 9–10 ноября 2006 г., М.: Изд-во ИП РАН, 2006. С. 65–75.
- Морозов В. П. Эмоциональный слух и музыкальная одаренность // Материалы Международной научно-практической конференции «Развитие научного наследия Б. М. Теплова в отечественной и мировой науке» (к 110-летию со дня рождения), 15–16 ноября 2006 г. М.: Изд-во ПИ РАО, 2006. С. 198–203.
- Морозов В. П. Психологические основы теории и практики резонансного пения // Вопросы вокального образования. Материалы Всероссийской научно-практической конференции. СПб.: С.-Петерб. Гос. консерватория им. Н. А. Римского-Корсакова, 2008. С. 42–59.
- Морозов В. П., Морозов П. В.. Психологические механизмы распознавания искренности – неискренности говорящего по особенностям его невербального поведения // Материалы конференции «Познание в структуре общения» / Под ред. В. А. Барабанщикова и Е. С. Самойленко. М.: Изд-во ИП РАН, 2008. С. 36–49.
- Морозов В. П. Вокальная одаренность: научные основы ее распознавания и развития // Сб. научн. Трудов II Конгресса Российской общественной академии голоса «Голос: междисциплинарные проблемы. Теория и практика». М., 2009. С. 218–238.
- Морозов В. П. Вокальная речь как средство общения: исследования дикции в пении // Материалы Международной конференции «Психология общения XXI век: 10 лет развития». М.: ПИ РАО; МГУ, окт. 2009. С. 339–350.
- Морозов В. П. Вокальная речь: психоакустические исследования // Материалы научной сессии, посвященную памяти Николая Андреевича Дубровского. М., 2009. С. 167–196.
- Морозов В. П. О системообразующей роли резонансных ощущений в формировании вокальной техники // Вопросы вокального образования. Материалы Всероссийской научно-практической конференции. Санкт-Петербургская государственная консерватория им. Н. А. Римского-Корсакова. СПб., 2009. С. 27–37.
- Морозов В. П. Тибетско-тувинское горловое пение с позиций резонансной теории голосообразования // Музыковедение. 2010. № 2. С. 16–22.
- Морозов В. П., Морозов П. В. Искренность–неискренность говорящего и «психологический детектор лжи // Психол. журн. Т. 31. №5, 2010. С. 54–67.
- Морозов В. П. Голос контртенора. Особенности высокой певческой форманты и техники пения // Голос и речь, N1(3), 2011. С. 12-25.